# Martin Hellberg
Martin Hellberg, né le 31 janvier 1905 à Dresde-Löbtau (Empire allemand) et mort le 31 octobre 1999 à Bad Berka, est un acteur, réalisateur, scénariste, metteur en scène allemand puis est-allemand.

## Biographie
Martin Hellberg est né en 1905 à Dresde, en Saxe, d'un père pasteur. De 1922 à 1924, Martin Hellberg étudie au Dresdner Konservatorium. Il est l'élève du directeur Georg Kiesau. En 1931, il adhère au Parti communiste (KPD). De 1924 à 1933, il travaille au Staatlichen Schauspielhaus Dresden (théâtre). Cependant, il a été licencié par les nazis en 1933. Il travaille d'abord comme metteur en scène indépendant, puis devient metteur en scène principal à Fribourg-en-Brisgau. En 1935, Hellberg fait sa première apparition en tant qu'acteur de cinéma dans Carmen blonde (en). En 1952, après ses débuts en tant que réalisateur dans Le Village condamné, il reçoit le prix international de la paix pour ce film. En 1958, il est le réalisateur et le scénariste du film Emilia Galotti (de). En 1959, il réalise et écrit Cabale et Amour (de), dans lequel il apparaît également en tant qu'acteur. En 1962, il est réalisateur et acteur dans le film Minna von Barnhelm oder Das Soldatenglück (de). En 1964, il écrit et réalise le film Viel Lärm um nichts (de). En 1981, il joue le rôle du professeur Reinhardt dans le film Mephisto, qui reçoit l'Oscar 1982 du meilleur film en langue étrangère,.
Martin Hellberg a été marié à Berta Gurewitsch de 1926 à 1935. Gurewitsch a ensuite émigré en Palestine mandataire (aujourd'hui Israël) avec leur fils Yigal Tumarkin, le plus jeune fils de Tumarkin et petit-fils de Hellberg, Yon Tumarkin, est un acteur israélien bien connu.
Après son mariage avec Gurwitsch, Hellberg fait la connaissance de sa seconde épouse, Ruth Baldor. Baldor était une actrice et est apparue dans plusieurs films de Hellberg. Le couple se sépare à la fin des années 1960. Pendant ses dernières années en tant que scénariste, réalisateur et acteur, Hellberg travaille et vit à Bad Berka, près de Weimar.

## Filmographie

### Réalisateur
- 1952 : Le Village condamné (Das verurteilte Dorf)
- 1952 : Geheimakten Solvay
- 1953 : Das kleine und das große Glück (de)
- 1955 : Der Ochse von Kulm (de)
- 1956 : Der Richter von Zalamea (de)
- 1956 : Die Millionen der Yvette
- 1956 : Thomas Müntzer – Ein Film deutscher Geschichte (de)
- 1957 : Ève et le Légionnaire (Wo Du hin gehst…)
- 1958 : Emilia Galotti (de)
- 1958 : Kapitäne bleiben an Bord
- 1959 : Cabale et Amour (de) (Kabale und Liebe)
- 1959 : Senta auf Abwegen
- 1962 : Die schwarze Galeere (de)
- 1962 : Minna von Barnhelm oder Das Soldatenglück (de)
- 1964 : Viel Lärm um nichts (de)

### Acteur
- 1935 : Carmen blonde (en) (Die blonde Carmen) de Victor Janson
- 1952 : Romance d'un jeune couple (Roman einer jungen Ehe) de Kurt Maetzig
- 1959 : Cabale et Amour (de) (Kabale und Liebe) de Martin Hellberg
- 1968 : Nous divorçons (de) (Wir lassen uns scheiden) d'Ingrid Reschke
- 1967 : Turlis Abenteuer (de) de Walter Beck (de)
- 1967 : Le Printemps sur l'Oder (Весна на Одере) de Lev Saakov (ru)
- 1968 : Treffpunkt Genf (téléfilm)
- 1971 : La Belle au bois dormant (de) (Dornröschen) de Walter Beck (de)
- 1975 : Lotte in Weimar d'Egon Günther
- 1977 : Ein irrer Duft von frischem Heu (de) de Roland Oehme (de)
- 1978 : Marx und Engels – Stationen ihres Lebens de Wolfgang Böttner[12]
- 1981 : Mephisto d'István Szabó
- 1981 : Aus der Franzosenzeit (téléfilm)
- 1983 : Märkische Chronik (de) (série télévisée)
- 1985 : Johann Sebastian Bach (de)
- 1985 : Irrläufer